# Luis Alejandro Capdevielle Flores
Luis Alejandro Capdevielle Flores (Hermosillo, 25 de marzo de 1958 - Ciudad de México, 30 de agosto de 2024) fue un editor, empresario, abogado y político mexicano. 
Miembro del Partido Revolucionario Institucional (PRI). Actualmente es diputado por la LXII Legislatura del estado de Sonora. Tomó protesta después de que Manlio Fabio Beltrones asumió su cargo como dirigente nacional del Partido Revolucionario Institucional. En su trayectoria como empresario y editor, ha dirigido los diarios "El Cambio de Sonora", "El Sol de Hermosillo", entre otros.

## Biografía
Nació el 25 de marzo de 1958 en Hermosillo, Sonora. Creció en la ciudad de Hermosillo bajo el resguardo de sus padres Laura Floreses, contadora pública y Alejandro Capdevielle, editor y periodista, donde destacó desde temprana edad como orador y escritor. Posteriormente, estudió la licenciatura en Derecho en la Universidad Autónoma de México.
Formó parte de la Asociación de Editores de Periódicos, Diarios y Revistas de la República Mexicana desde 1973, donde se especializó en el Derecho de Autor y Propiedad de Materiales Periodísticos. En 1999 se hizo vicepresidente de esta misma Asociación y posteriormente, en 2003, llegó a dirigir la AEDIRMEX como su presidente.
Alejandro Capdevielle estuvo la cabeza del Consejo Administrativo del periódico Diario La Expresión desde que se compró en 1994 y se volvió a fundar con el nombre El Cambio Sonora. En 2006 fue vendido a la Organización Editorial Mexicana después de múltiples " embestidas contra las libertades para informar y criticar".
En 2006 fue suplente de Jesús Alberto Cano Vélez en la primera circunscripción de la Alianza por México. En 2009 y 2012 participó como contendiente a la diputación de mayoría relativa para el distrito IX, Miguel Hidalgo
En 2012, se registró como diputado suplente por el estado de Sonora y el 15 de agosto de 2015 tomó protesta como diputado por la LXII Legislatura del estado de Sonora después de que Manlio Fabio Beltrones asumiera su cargo como dirigente nacional del Partido Revolucionario Institucional.

## Ámbito editorial
En diciembre de 1993 se lanzó una licitación pública de venta por parte del diario El Nacional Sonora. En febrero de 1994, después de un proceso de concurso, El Diario El Cambio Sonora ganó la licitación y el Luis Alejandro Capdevielle Flores queda como cabeza del Consejo Administrativo del nuevo periódico.
Capdevielle encabezó la evolución del diario; la reestructura y organización de la empresa, el proceso de producción, los lineamientos de redacción y establecer el diseño editorial.
Después de lanzar diferentes suplementos a lo largo de los años; "Palabra Abierta" (1997), "Nogales" (1999), "Revista Dominical" (2000) y "Deportes: Béisbol" (2002), en 2006 fue vendido a la Organización Editorial Mexicana después de múltiples " embestidas contra las libertades para informar y criticar [...] que distinguieron al diario".

## Asociación de Editores de Periódicos, Diarios y Revistas de la República Mexicana
En 1999 asumió el cargo como vicepresidente de la Asociación de Editores de Periódicos, Diarios y Revistas de la República Mexicana y posteriormente, en 2003, llegó a dirigir la AEDIRMEX como su presidente.
Durante este periodo, Alejandro Capdevielle trabajó con el poder Ejecutivo Vicente Fox para garantizar el secreto profesional de los periodistas y mantener la tasa cero del Impuesto al Valor Agregado (IVA) para los diarios. En 2006, participó junto con otros presidentes de Asociaciones y Subprocuradores, firmando el convenio para proteger los derechos fundamentales de los Periodistas.
Capdevielle también fue asesor del Consejo Directivo de la CIRT y asesor jurídico de diversos editores de periódicos y revistas, columnas periodísticas y corresponsales extranjeros.